# Miroslav Rybička
Miroslav Rybička (20. června 1928 – 8. května 2021) byl akademický sochař, renovátor, závodník a sběratel historických motocyklů.

## Životopis a dílo

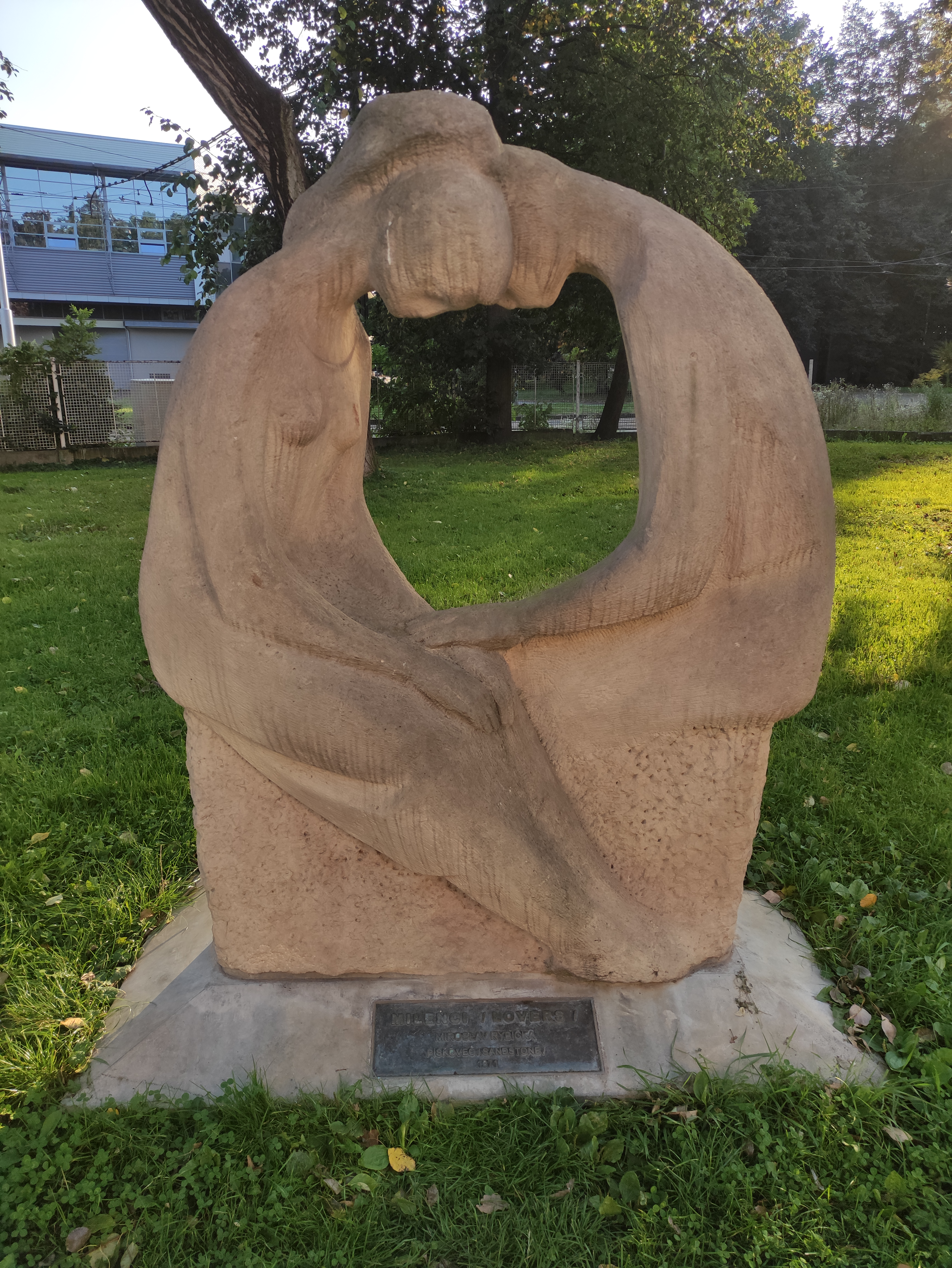
pískovcová socha Milenci v Ostravě

Narodil se 20. června 1928 v Nových Zámcích.
Vystudoval tehdejší Vyšší průmyslovou školu sochařskou a kamenickou v Hořicích v letech 1946-1950 a následně v letech 1950-1955 absolvoval Akademii výtvarného umění v Praze. Ve své činnosti vytvářel nebo renovoval kašny, pomníky, výzdoby budov, sochy, kříže, kaple, medaile a plastiky.
Známé jsou i jeho plastiky na nádraží ve slovenské Čadci.
Mezi jeho nejznámější díla patří busta Petra Bezruče (umístěna je u ZŠ T.G.M. v Jistebníku), která je odborníky hodnocena jako jedna z nejzdařilejších podob spisovatele.
Miroslav Rybička byl vášnivý sběratel starých motocyklů. Ještě za svého života, v roce 2015, věnoval svou sbírku motocyklů Moravskoslezskému kraji a VŠB – Technické univerzitě Ostrava. VŠB – Technické univerzita Ostrava se, díky své Restaurátorské dílně na Fakultě strojní a studijnímu programu, podílí na renovaci těchto motorek. Celá sbírka motorek Miroslava Rybičky je v Expozici historických motocyklů na ostravském výstavišti Černá louka.
Pohřeb Miroslava Rybičky se konal 14. května 2021 v Jistebníku.